# Sparganium englerianum
Sparganium englerianum là một loài thực vật có hoa trong họ Typhaceae. Loài này được Graebn. miêu tả khoa học đầu tiên năm 1897.